# Egentlig vektor
En egentlig vektor er en vektor, der er forskellig fra nulvektoren 0. Dvs. en egentlig vektor skal have mindst én koordinat forskellig fra nul.